# هاسكل ويكسلر
هاسكل ويكسلر (بالإنجليزية: Haskell Wexler)‏ (مواليد 6 فبراير 1922 في شيكاغو - 27 ديسمبر 2015 في سانتا مونيكا)، كان مصور سينمائي ومنتج أفلام ومخرج أفلام أمريكي. تحصل على جائزة الأوسكار مرتين في مشواره الفني الحافل بما يزيد عن سبعين فيلماً، في ستينيات وسبعينيات القرن العشرون. وشارك في تصوير بعض الأفلام التي كانت تحمل نوعا من النضال للسلم والقيم الاجتماعية كفيلم العودة للديار مع جين فوندا وفي حرارة الليل مع سيدني بواتيي. كما يعتبر ريكسلر من بين التقنيين القلائل الذين تلقوا شرف الحصول على نجمة في ممر الشهر بهوليوود.

## الأعمال
- أمريكا أمريكا (1963)
- في دفء الليل (1967)
- العودة للديار (1978)
- أيام الجنة (1978)

## وصلات خارجية
- هاسكل ويكسلر على موقع IMDb (الإنجليزية)
- هاسكل ويكسلر على موقع ألو سيني (الفرنسية)
- هاسكل ويكسلر على موقع أول موفي (الإنجليزية)
- هاسكل ويكسلر على موقع قاعدة بيانات الأفلام السويدية (السويدية)
- هاسكل ويكسلر على موقع إن إن دي بي (الإنجليزية)
- هاسكل ويكسلر على موقع ديسكوغز (الإنجليزية)
- هاسكل ويكسلر على موقع قاعدة بيانات الفيلم (الإنجليزية)
- هاسكل ويكسلر على موقع كينوبويسك (الروسية)